# اغتيال أنطونيو هاليلي
في 2 يوليو 2018، تم اغتيال أنطونيو هاليلي، عمدة مدينة تاناوان في باتانغاس بالفلبين، على يد مسلح مجهول خلال مراسم رفع العلم في مقر البلدية. تم نقله بسرعة إلى مستشفى قريب، حيث تم إعلان وفاته في الساعة 8:45 صباحًا بتوقيت الفلبين، أي بعد أقل من ساعة من إطلاق النار. وكان هاليلي هو العمدة الثاني لمدينة تاناوان الذي يتم اغتياله بعد سيزار بلاتون في أبريل 2001.
بعد الحادثة، قامت الشرطة الوطنية الفلبينية بإطلاق تحقيق في الحادث، حيث تم تحديد أن هناك ما لا يقل عن ثلاثة أشخاص متورطين وفقًا للسلطات. تم فحص عدة فرضيات حول دوافع الجريمة، بما في ذلك حملة هاليلي المثيرة للجدل ضد المخدرات خلال فترة توليه منصب العمدة. ومع ذلك، لم يتم الكشف عن أي مشتبه بهم أو اعتقالهم علنًا.

## خلفية مُسبقة
كان أنطونيو هاليلي، ضحية عملية الاغتيال، عمدة مدينة تاناوان الواقعة في شمال شرق محافظة باتانغاس. في عام 2016، جذب هاليلي اهتمامًا واسعًا من الجمهور بسبب حملته المثيرة للجدل المعروفة باسم مشي العار، والتي تضمنت عرض علني للمشتبه بهم في تجارة المخدرات، حيث كانوا يرتدون لافتات من الورق مكتوب عليها "أنا تاجر مخدرات، لا تقلدوني". وقد أثار هذا الفعل قلقًا لدى مسؤولي حقوق الإنسان. حيث كان هاليلي يدعم علنًا حملة الرئيس رودريغو دوتيرتي الوطنية ضد المخدرات، لكنه كان يعتقد أن تجار المخدرات الكبار يجب أن يكونوا الهدف الرئيسي لعمليات الشرطة.
وفقا للشرطة، كان يُزعم أن هاليلي نفسه كان متورطًا في تجارة المخدرات غير القانونية. إلا أن السياسي نفى هذه الادعاءات بشدة، وقال إنه سيستقيل ويعرض نفسه علنًا كمشتبه فيه بتجارة المخدرات إذا تمكنت الشرطة من تقديم دليل يدعم تلك الادعاءات. في أكتوبر 2017، تم تجريد هاليلي من صلاحياته الإشرافية على الشرطة المحلية بسبب انتشار المخدرات غير القانونية في مدينته.

## عملية الاغتيال
في 2 يوليو 2018، كان أنطونيو هاليلي يحضر مراسم رفع العلم مع نائبته جوانا فيلامور وحوالي 300 موظف حكومي محلي بالإضافة إلى المسؤولين المنتخبين حديثًا في المدينة. تم تصوير المراسم من زوايا مختلفة من قبل الحضور. وأثناء غناء النشيد الوطني، وقرب نهاية الأغنية، تم إطلاق رصاصة واحدة، تم الإبلاغ عنها في البداية من قبل عدة وسائل إعلام على أنها جاءت من قناص، وقد سمعت الرصاصة في أرجاء المكان، مما أدى إلى حالة من الذعر السريع. تمكن هاليلي من الركض لبضع لحظات قبل أن ينهار على الأرض. ثم أُطلقت عدة رصاصات تحذيرية من قبل حراس بلدية المدينة، بينما نقلت تفاصيل الحماية الخاصة بالمايور هاليلي بسرعة إلى سيارة نقل. تم نقله إلى مستشفى قريب، حيث تم إعلان وفاته في الساعة 8:45 صباحًا بتوقيت الفلبين، أي بعد أقل من ساعة من إطلاق النار. كان هاليلي قد تعرض لإطلاق النار في صدره الأيسر.

## التحقيق
أمر رئيس الشرطة الفلبينية، أوسكار ألبايالدي، بإنشاء فرقة تحقيق خاصة، حيث قام مدير إقليم كالابارزون، إدوارد كارانزا، بتنفيذ الأمر. وحددت الشرطة اثنين من الأشخاص المهتمين الذين يشتبه في دورهم في قتل هاليلي. كما كان هناك مشتبه به ثالث في مرحلة التعرف عليه. يُقال إن جميع هؤلاء الأشخاص متورطون في تجارة المخدرات غير القانونية. ويُشتبه أن القاتل الذي قتل هاليلي كان يعمل مع شركاء له.
في 22 أغسطس، تم الكشف عن لقطات من كاميرات المراقبة تظهر سيارة بيضاء مملوكة للمشتبه به في القتل، وهي توقف قرب محطة الوقود، على بعد حوالي كيلومتر واحد من مكان الحادث، بتاريخ 2 يوليو. نزل رجل من السيارة يرتدي قميصًا أسود وقبعة خضراء، وبعد أقل من عشر دقائق، عاد إلى السيارة وقادها بعيدًا. كما أظهرت لقطات أخرى السيارة وهي تتحرك ذهابًا وإيابًا في حديقة تذكارية قرب بلدية المدينة حيث وقع الحادث. وبعد الحادث مباشرة، أظهرت كاميرات المراقبة نفس السيارة وهي تسير على الطريق السريع؛ وتم الكشف عن أن لوحة السيارة قد تم تغييرها، ويُشتبه بأنها كانت سيارة الهروب. ووفقًا للشرطة، فإن رقم لوحة السيارة الذي شوهد في محطة الوقود لم يكن صادرًا من هيئة تنظيم النقل البري (LTFRB). ولم يتم بعد التعرف على الرجل من قبل الشرطة.
في جلسة استماع من قبل مجلس النواب الفلبيني بشأن القتل خارج نطاق القانون خلال حرب المخدرات الفلبينية في 11 أكتوبر 2024، اتهمت الرسمية السابقة في الشرطة رويينا جارما أحد الضباط الكبار في الشرطة آنذاك بأنه يتفاخر بدوره في اغتيال هاليلي.

### الدافع المحتمل لعملية الاغتيال
تدرس الشرطة أن يكون دافع الاغتيال مرتبطًا بتجارة المخدرات غير القانونية، نظرًا لارتباط المشتبه بهم الأشخاص المهتمين في القضية بهذه الأنشطة، على الرغم من أنهم لا يستبعدون وجود دوافع سياسية للقتل. وفقًا لرئيس الشرطة الفلبينية، أوسكار ألبايالدي، فإن الشرطة تنظر أيضًا في نزاع على الأراضي وخصومة مع ضابط عام سابق رفيع المستوى كجزء من التحقيق في دافع الجريمة. كما أجرت الشرطة إعادة تمثيل للجريمة في 5 يوليو 2018. تم العثور على قذيفة فارغة لرصاصة من عيار 5.6 مم (0.22 بوصة) من قبل الشرطة في أرض خالية حيث كان القاتل المجهول قد تمركز لتنفيذ العملية. لم تتأكد الشرطة من أن الرصاصة جاءت من سلاح القاتل. كما تم استنتاج أن السلاح لم يكن قناصًا، حيث قرر القاتل ضرب هاليلي في صدره وُرئي على أنه غير واثق بما يكفي لتوجيه الضربة إلى رأسه. في البداية، تم الإبلاغ عن أن المسافة بين القاتل وهاليلي كانت 160 مترًا (520 قدمًا)، لكن الشرطة لاحقًا أكدت أنها كانت فقط 76.8 مترًا (252 قدمًا). كما تم استنتاج أن القاتل كان قد تمركز على ارتفاع أعلى من الأرض التي كان يقف عليها العمدة.

## الآثار المترتبة
في 3 أبريل 2019، قام ما لا يقل عن 19 رجلاً مسلحًا متنكرين في زي الشرطة باختطاف اثنين من مساعدي هاليلي، ألاّن فاجاردو وريكّي أتينزا، في فندق في سانتا روزا، لاغونا. وقالت السلطات إنها لم تنفذ أي عملية ضد فاجاردو، الذي كان من كبار مساعدي هاليلي. تمكن المشتبه بهم من الهروب باستخدام فان أبيض بلا لوحة ترخيص.